# Xifeng (Tieling)
Der Kreis Xifeng (西丰县,  Xīfēng Xiàn) ist ein Kreis in der chinesischen Provinz Liaoning. Er gehört zum Verwaltungsgebiet der bezirksfreien Stadt Tieling. Der Kreis hat eine Fläche von 2.684 Quadratkilometern und zählt 225.123 Einwohner (Stand: Zensus 2020). Sein Hauptort ist die Großgemeinde Xifeng (西丰镇).

## Administrative Gliederung
Auf Gemeindeebene setzt sich der Kreis aus acht Großgemeinden und zehn Gemeinden (davon sechs der Mandschu) zusammen. 